# Ernst Kahler
Ernst Kahler (7 de noviembre de 1914 – 18 de junio de 1993) fue un actor y director alemán.

## Biografía
Nacido en Berlín, Alemania, era hijo de un posadero. Estudió historia del arte, filosofía y germanística en la Universidad Humboldt de Berlín, hasta que fue reclutado para servir como soldado en la Segunda Guerra Mundial. Fue hecho prisionero, y tras su liberación escribió ensayos y cuentos para periódicos y revistas. Posteriormente empezó a actuar en 1946 con pequeños papeles en el Theater am Schiffbauerdamm. 
Más adelante, entre 1958 y 1963, Kahler se centró principalmente en la dirección teatral. Además de su trabajo como actor y director, continuó escribiendo, y en 1976 publicó un libro con sus artículos, Eine himmlische Rolle.
Ernst Kahler falleció en Berlín en el año 1993.

## Filmografía (selección)
- 1955 : Hotelboy Ed Martin (director)
- 1956 : Der Teufelskreis
- 1958 : Der Prozeß wird vertagt
- 1959 : Fernsehpitaval (serie TV), episodio Der Fall Jakubowski
- 1960 : Was wäre, wenn …?
- 1960 : Immer am Weg dein Gesicht (telefilm)
- 1962 : Fernsehpitaval (serie TV), episodio Auf der Flucht erschossen
- 1962 : Die neue Losung (telefilm)
- 1963 : Tote reden nicht (telefilm)
- 1968 : Wege übers Land (miniserie TV)
- 1969 : Iphigenie auf Tauris (telefilm)
- 1970 : Der Mörder sitzt im Wembley-Stadion (telefilm)
- 1973 : Die sieben Affären der Doña Juanita (miniserie TV)
- 1974 : Polizeiruf 110 (serie TV), episodio Lohnraub
- 1974 : Leute vom Bau (documental, narrador)
- 1975 : Mein lieber Mann und ich (telefilm)
- 1976 : Leben und Tod Richard III (telefilm)
- 1975 : Polizeiruf 110 (serie TV), episodio Der Spezialist
- 1979 : Polizeiruf 110 (serie TV), episodio Barry schwieg
- 1980 : Die Heimkehr des Joachim Ott (telefilm)
- 1982 : Polizeiruf 110 (serie TV), episodio Schranken
- 1985 : Besuch bei van Gogh
- 1986 : Kalter Engel (telefilm)
- 1988 : Polizeiruf 110 (serie TV), episodio Eifersucht

## Teatro

### Actor
- 1947 : David Kalisch: 100000 Taler, dirección de Walter Gross (Theater am Schiffbauerdamm)
- 1947 : Lew Scheinin/Gebrüder Tur: Oberst Kusmin, dirección de Robert Trösch (Theater am Schiffbauerdamm)
- 1948 : Ferdinand Bruckner : Die Rassen, dirección de Erich Geiger (Theater am Schiffbauerdamm)
- 1948 : Konstantín Treniov: Ljubow Jaworaja, dirección de Hans Rodenberg (Palais am Festungsgraben)
- 1948 : August Jakobson: Die Brüder Kondor, dirección de Hans Stiebner (Theater am Schiffbauerdamm)
- 1949 : Bertolt Brecht: Madre Coraje y sus hijos, dirección de Erich Engel (Deutsches Theater Berlin y Berliner Ensemble)
- 1949 : Ewan MacColl: Das krumme Gewerbe, dirección de Robert Wolfgang Schnell (Deutsches Theater Berlin y Kammerspiele)
- 1950 : Bertolt Brecht: Die Mutter, dirección de Ruth Berlau (Kammerspiele der Leipziger Volksbühne)
- 1950 : Jakob Michael Reinhold Lenz: Der Hofmeister, dirección de Bertolt Brecht (Deutsches Theater Berlin y Berliner Ensemble)
- 1950 : Bertolt Brecht: Die Mutter, dirección de Bertolt Brecht (Deutsches Theater Berlin y Berliner Ensemble)
- 1951 : Gerhart Hauptmann: Biberpelz und Roter Hahn, dirección de Egon Monk (Deutsches Theater Berlin y Berliner Ensemble)
- 1952 : Nikolai Pogodin: Das Glockenspiel des Kreml, dirección de Ernst Busch (Berliner Ensemble)
- 1953 : Konstantin Issajew/Alexander Galich: Fernamt …Bitte melden, dirección de Rudolf Wessely (Deutsches Theater Berlin y Kammerspiele)
- 1953 : Roger Vailland: Colonel Foster ist schuldig, dirección de Herwart Grosse/Wolfgang Langhoff (Deutsches Theater Berlin y Kammerspiele)
- 1953 : Heinar Kipphardt: Shakespeare dringend gesucht, dirección de Herwart Grosse (Deutsches Theater Berlin – Kammerspiele)
- 1953 : Julius Hays: Der Putenhirt, dirección de Fritz Wendel (Deutsches Theater Berlin y Kammerspiele)
- 1953 : Friedrich Wolf: Thomas Müntzer, der Mann mit der Regenbogenfahne, dirección de Wolfgang Langhoff (Deutsches Theater Berlin)
- 1954 : Johann Wolfgang von Goethe: Egmont, dirección de Wolfgang Langhoff (Deutsches Theater Berlin)
- 1955 : Alfred Matusche: Die Dorfstraße, dirección de Hannes Fischer (Deutsches Theater Berlin y Kammerspiele)
- 1958 : Liebe und Raketenbasen (Kabarett-Theater Distel)
- 1958 : Heiner Müller/Inge Müller: Der Lohndrücker, dirección de Hans-Dieter Mäde (Teatro Maxim Gorki)
- 1959 : Herbert Keller: Begegnung 57, dirección de Hagen Mueller-Stahl (Volksbühne de Berlín y Theater im 3. Stock)
- 1959 : Hedda Zinner: Was wäre wenn, dirección de Otto Tausig (Volksbühne)
- 1962 : Friedrich Schiller: Wilhelm Tell, dirección de Wolfgang Langhoff (Deutsches Theater Berlin)
- 1962 : George Bernard Shaw: Haus Herzenstod, dirección de Wolfgang Heinz (Deutsches Theater Berlin y Kammerspiele)
- 1962 : Peter Hacks: Die Sorgen und die Macht, dirección de Wolfgang Langhoff (Deutsches Theater Berlin)
- 1962 : Nikolai Pogodin: Der Mann mit dem Gewehr, dirección de Horst Schönemann (Deutsches Theater Berlin)
- 1963 : Johann Wolfgang von Goethe: Iphigenie auf Tauris, dirección de Wolfgang Langhoff (Deutsches Theater Berlin)
- 1964 : Molière: Tartufo, dirección de Benno Besson (Deutsches Theater Berlin y Kammerspiele)
- 1964 : Horia Lovinescu: Fieber, dirección de Gotthard Müller (Deutsches Theater Berlin)
- 1965 : Jean Bruller: Zoo oder der menschenfreundliche Mörder, dirección de Bojan Danowski (Deutsches Theater Berlin y Kammerspiele)
- 1965 : León Tolstói: Guerra y paz, dirección de Wolfgang Heinz/Hannes Fischer (Deutsches Theater Berlin)
- 1967 : Máximo Gorki: Feinde, dirección de Wolfgang Heinz (Deutsches Theater Berlin)
- 1967 : Friedhold Bauer: Baran oder die Leute im Dorf, dirección de Friedo Solter (Deutsches Theater Berlin y Kammerspiele)
- 1968 : Ariano Suassuna: Das Testament eines Hundes, dirección de Friedo Solter (Deutsches Theater Berlin)
- 1969 : Günther Rücker: Der Herr Schmidt, dirección de Friedo Solter (Deutsches Theater Berlin)
- 1969 : Hans Lucke: Mäßigung ist aller Laster Anfang, dirección de Uta Birnbaum/Friedo Solter (Deutsches Theater Berlin y Kammerspiele)
- 1969 : Günther Rücker: Der Nachbar des Herrn Pansa, dirección de Friedo Solter (Deutsches Theater Berlin)
- 1970 : Hans Magnus Enzensberger: Das Verhör von Habana, dirección de Manfred Wekwerth (Deutsches Theater Berlin)
- 1971 : Arnold Wesker: Goldene Städte, dirección de Hans-Georg Simmgen (Deutsches Theater Berlin)
- 1973 : Ignati Dworetzki: Der Mann von draußen, dirección de Adolf Dresen (Deutsches Theater Berlin)
- 1974 : Viktor Rozov: Vom Abend bis zum Mittag, dirección de Christoph Schroth (Deutsches Theater Berlin y Kammerspiele)
- 1975 : Henrik Ibsen: Un enemigo del pueblo, dirección de Klaus Erforth/Alexander Stillmark (Deutsches Theater Berlin y Kammerspiele)
- 1976 : Georg Hirschfeld: Pauline, dirección de Alexander Lang (Deutsches Theater Berlin y Kammerspiele)
- 1977 : Heinrich von Kleist: Michael Kohlhaas, dirección de Adolf Dresen (Deutsches Theater Berlin)
- 1978 : Gerhardt Gröschke: Hochwasser, dirección de Günter Falkenau (Deutsches Theater Berlin y Kammerspiele)
- 1979 : Gerhard Branstner: Kantine, dirección de Hartmut Ostrowsky (Deutsches Theater Berlin y Foyer)
- 1980 : Peter Hacks: Senecas Tod, dirección de Cox Habbema (Deutsches Theater Berlin)
- 1984 : Heinar Kipphardt: Bruder Eichmann, dirección de Alexander Stillmark (Deutsches Theater Berlin)
- 1985 : Johannes R. Becher: Winterschlacht, dirección de Alexander Lang (Deutsches Theater Berlin)
- 1985 : Svetlana Aleksiévich: Der Krieg hat kein weibliches Gesicht, dirección de Kurt Veth (Palacio de la República)

### Director
- 1954 : Albert Maltz Hotelboy Ed Martin (Deutsches Theater Berlin y Kammerspiele)
- 1955 : Arno Holz: Sozialaristokraten (Deutsches Theater Berlin y Kammerspiele)
- 1955 : Wer einmal in den Fettnapf tritt (Kabarett-Theater Distel)
- 1956 : Peter Hacks: Eröffnung des indischen Zeitalters (Deutsches Theater Berlin)
- 1956 : O du geliebtes Trauerspiel (Kabarett-Theater Distel)
- 1957 : Emmanuel Roblès: Montserrat (Deutsches Theater Berlin y Kammerspiele)
- 1957 : Gerhart Hauptmann: Die Weber (Volksbühne)
- 1958 : Joachim Knauth: Wer die Wahl hat (Deutsches Theater Berlin y Kammerspiele)
- 1959 : William Shakespeare: Macbeth (Volksbühne Berlin)
- 1960 : Ludwig Thoma: Moral (Volksbühne Berlin)
- 1960 : Peter Karvaš: Mitternachtsmesse (Deutsches Theater Berlin y Kammerspiele)
- 1961 : Günter Weisenborn: Die Illegalen, dirección junto a Horst Drinda (Deutsches Theater Berlin y Kammerspiele)
- 1962 : Gerhart Hauptmann: Der Biberpelz (Deutsches Theater Berlin y Kammerspiele)
- 1963 : Sean O'Casey: Rote Rosen für mich (Deutsches Theater Berlin)

## Radio
- 1950 : Anna Seghers: Der Prozess der Jeanne d’Arc zu Rouen 1431, dirección de Herwart Grosse (Berliner Rundfunk)
- 1951 : Maximilian Scheer: „Todeshandel“ oder „Mut zur Freiheit“, dirección de Werner Stewe (Berliner Rundfunk)
- 1951 : Karl Georg Egel: Das Lied von Helgoland, dirección de Gottfried Herrmann (Berliner Rundfunk)
- 1951 : Maximilian Scheer: Der Hexenmeister, dirección de Werner Stewe (Berliner Rundfunk)
- 1952 : Friedrich Karl Kaul/Günther Cwojdrak: Chicago 1886, dirección de Gottfried Herrmann (Berliner Rundfunk)
- 1952 : Hans A. Joachim: Die Stimme Victor Hugos, dirección de Herwart Grosse (Berliner Rundfunk)
- 1953 : Pedro Calderón de la Barca: El alcalde de Zalamea, dirección de Peter Brang (Berliner Rundfunk)
- 1953 : Hedda Zinner: General Landt, dirección de Hedda Zinner (Berliner Rundfunk)
- 1954 : Berta Waterstradt: Besondere Kennzeichen: Keine, dirección de Ingrid Fröhlich (Berliner Rundfunk)
- 1954 : Johannes R. Becher: Die Winterschlacht, dirección de Hedda Zinner (Rundfunk der DDR)
- 1955 : Anna Seghers: Das siebte Kreuz, dirección de Hedda Zinner (Rundfunk der DDR)
- 1963 : Gerhard Rentzsch: Die Geschichte eines Mantels, dirección de Edgar Kaufmann (Rundfunk der DDR)
- 1965 : Peter Weiss: La indagación, dirección de Wolfgang Schonendorf (Rundfunk der DDR)
- 1966 : Bertolt Brecht: Das Verhör des Lukullus, dirección de Kurt Veth (Rundfunk der DDR)
- 1968 : Mikhail Shatrov: Bolschewiki, dirección de Wolf-Dieter Panse (Rundfunk der DDR)
- 1969 : Fritz Selbmann: Ein weiter Weg, dirección de Fritz-Ernst Fechner (Rundfunk der DDR)
- 1969 : Claude Prin: Potemkin 68, dirección de Edgar Kaufmann (Rundfunk der DDR)
- 1969 : Emmanuel Roblès/Philippe Derrez: Männerarbeit, dirección de Edgar Kaufmann (Rundfunk der DDR)
- 1969 : Yuri Yákovlev: Bin ich ein Pechvogel, dirección de Manfred Täubert (Rundfunk der DDR)
- 1970 : Wolfgang Kohlhaase: Ein Trompeter kommt, dirección de Fritz-Ernst Fechner (Rundfunk der DDR)
- 1970 : Rolf Schneider: Platanenstraße 10, dirección de Werner Grunow (Rundfunk der DDR)
- 1970 : Chinguiz Aitmátov: Die Straße des Sämanns, dirección de Werner Grunow (Rundfunk der DDR)
- 1970 : Jerzy Janicki: Die Ballade vom Fischer Antonin Karpfen, dirección de Wojciech Maciejewski (Rundfunk der DDR)
- 1970 : Arne Leonhardt: Unser stiller Mann, dirección de Werner Grunow (Rundfunk der DDR)
- 1973 : Horst Dembny: Der General kommt, dirección de Albrecht Surkau (Rundfunk der DDR)
- 1973 : Linda Teßmer: Am schwarzen Mann, dirección de Joachim Staritz (Rundfunk der DDR)
- 1973 : Werner Gawande: Benders Abschluss, dirección de Werner Grunow (Rundfunk der DDR)
- 1973 : Otto Marquardt: Chile im September, dirección de Horst Liepach
- 1974 : Hans-Jürgen Bloch: Nicht nur tausendjährige Eichen, dirección de Joachim Staritz (Rundfunk der DDR)
- 1974 : Wolf D. Brennecke: Abriss eines Hauses, dirección de Fritz-Ernst Fechner (Rundfunk der DDR)
- 1974 : Wolfgang Müller: Die Spur des Helfried Pappelmann, dirección de Wolfgang Schonendorf (Rundfunk der DDR)
- 1974 : Ernst Röhl: Minna Plückhahn will es wissen, dirección de Fritz-Ernst Fechner (Rundfunk der DDR)
- 1974 : Joachim Walther: Randbewohner, dirección de Werner Grunow (Rundfunk der DDR)
- 1975 : Linda Teßmer: Der Fall Tina Bergemann, dirección de Hannelore Solter (Rundfunk der DDR)
- 1976 : Günter Kunert: Ein anderer K., dirección de Horst Liepach (Rundfunk der DDR)
- 1976 : Helmut Bez: Zwiesprache halten, dirección de Joachim Staritz (Rundfunk der DDR)
- 1977 : Peter Goslicki/Peter Troche: Glassplitter, dirección de Joachim Staritz (Rundfunk der DDR)
- 1977 : Rudolf Elter: Die Kronzeugin, dirección de Fritz-Ernst Fechner (Rundfunk der DDR)
- 1978 : Helmut Bez: Jutta oder die Kinder von Damutz, dirección de Fritz Göhler (Rundfunk der DDR)
- 1978 : Isaak Bábel: Maria, dirección de Joachim Staritz (Rundfunk der DDR)
- 1978 : Brigitte Hähnel: Kassensturz, dirección de Joachim Staritz (Rundfunk der DDR)
- 1980 : Karl-Heinz Jakobs: Casanova in Dux, dirección de Barbara Plensat (Rundfunk der DDR)
- 1981 : Christoph Hein: Jakob Borgs Geschichten, dirección de Flora Hoffmann (Rundfunk der DDR)
- 1982 : Peter Hacks: Das Turmverließ – Geschichten Henriette und Onkel Titus, dirección de Fritz Göhler (Sello Litera)
- 1983 : Heinz Drewniok: Unterm Birnbaum, dirección de Wolfgang Schonendorf (Rundfunk der DDR)
- 2002 : Marianne Weil/Stefan Dutt: Legionäre, Guerilleros, Saboteure, dirección de Marianne Weil/Stefan Dutt (Deutschlandradio)

## Premios
- 1971 : Premio de la crítica del Berliner Zeitung (con Lissy Tempelhof)[5]
- 1974 : Premio de las Artes de la DDR[6]
- 1979 : Premio Goethe de la ciudad de Berlín[7]